# Žalm 46

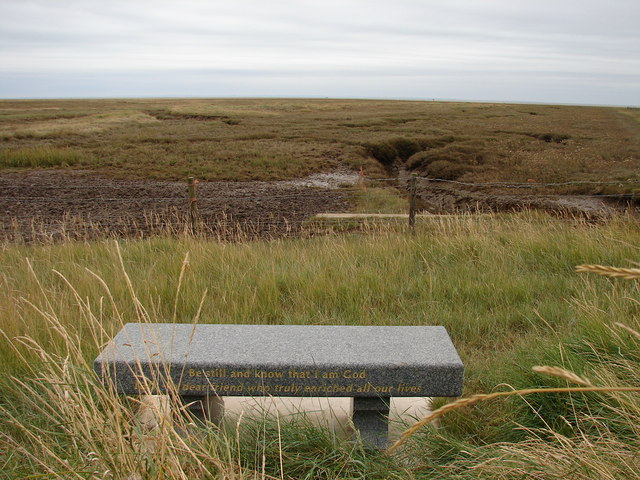
Úryvek ze žalmu 46 v angličtině

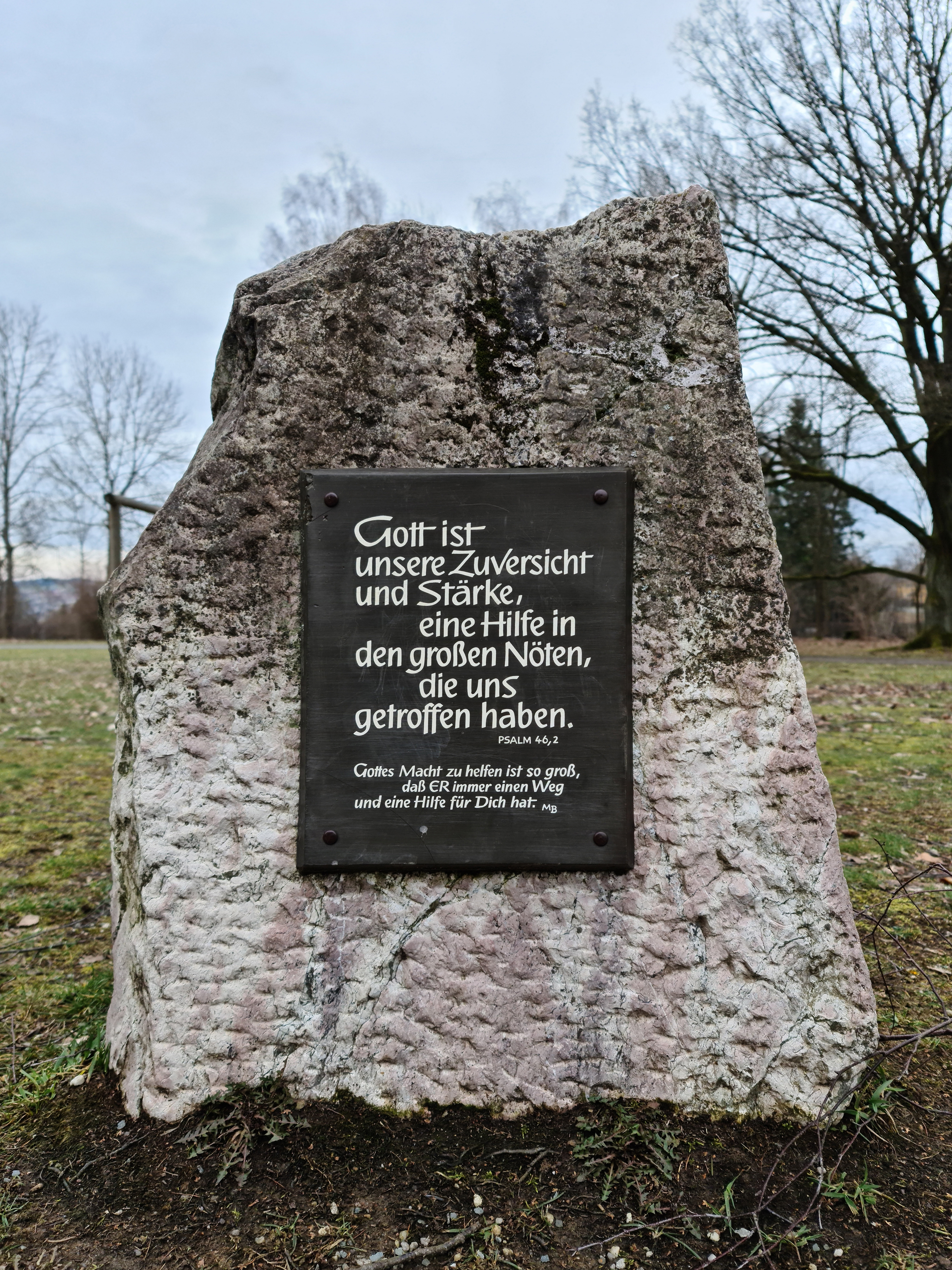
Úryvek ze žalmu 46 v němčině

Žalm 46 (Bůh je naše útočiště, lat. Deus noster refugium, podle řeckého překladu žalm 45) je součástí starozákonní Knihy žalmů. 

## Text
| verš | hebrejský originál                                             | český překlad                                                                              | latinský překlad (Vulgata)                                                                      |
| ---- | -------------------------------------------------------------- | ------------------------------------------------------------------------------------------ | ----------------------------------------------------------------------------------------------- |
| 1    | לַמְנַצֵּחַ לִבְנֵי-קֹרַח-- עַל-עֲלָמוֹת שִׁיר                                  | [Pro předního zpěváka; pro Kórachovce, píseň vysokým hlasem.]                              | [In finem pro filiis Core pro arcanis psalmus]                                                  |
| 2    | אֱלֹהִים לָנוּ, מַחֲסֶה וָעֹז; עֶזְרָה בְצָרוֹת, נִמְצָא מְאֹד                      | Bůh je naše útočiště, naše síla, pomoc v soužení vždy velmi osvědčená.                     | Deus noster refugium et virtus adjutor in tribulationibus quæ invenerunt nos nimis              |
| 3    | עַל-כֵּן לֹא-נִירָא, בְּהָמִיר אָרֶץ; וּבְמוֹט הָרִים, בְּלֵב יַמִּים                 | Proto se bát nebudeme, byť se převrátila země a základy hor se pohnuly v srdci moří.       | Propterea non timebimus dum turbabitur terra et transferentur montes in cor maris               |
| 4    | יֶהֱמוּ יֶחְמְרוּ מֵימָיו; יִרְעֲשׁוּ הָרִים בְּגַאֲוָתוֹ סֶלָה                        | Ať si jejich vody hučí, ať se pění, ať se hory pro jejich zpupnost třesou!                 | sonaverunt et turbatæ sunt aquæ eorum conturbati sunt montes in fortitudine ejus [diapsalma]    |
| 5    | נָהָר--פְּלָגָיו, יְשַׂמְּחוּ עִיר-אֱלֹהִים; קְדֹשׁ, מִשְׁכְּנֵי עֶלְיוֹן                  | Řeka svými toky oblažuje město Boží, svatyni příbytku Nejvyššího.                          | Fluminis impetus lætificat civitatem Dei sanctificavit tabernaculum suum Altissimus             |
| 6    | אֱלֹהִים בְּקִרְבָּהּ, בַּל-תִּמּוֹט; יַעְזְרֶהָ אֱלֹהִים, לִפְנוֹת בֹּקֶר                   | Nepohne se, Bůh je v jeho středu, Bůh mu pomáhá hned při rozbřesku jitra.                  | Deus in medio ejus non commovebitur adjuvabit eam Deus mane diluculo                            |
| 7    | הָמוּ גוֹיִם, מָטוּ מַמְלָכוֹת; נָתַן בְּקוֹלוֹ, תָּמוּג אָרֶץ                      | Pronárody hlučí, království se hroutí, jen vydá hlas a země se rozplývá.                   | Conturbatæ sunt gentes inclinata sunt regna dedit vocem suam mota est terra                     |
| 8    | יְהוָה צְבָאוֹת עִמָּנוּ; מִשְׂגָּב-לָנוּ אֱלֹהֵי יַעֲקֹב סֶלָה                        | Hospodin zástupů je s námi, Bůh Jákobův, hrad náš nedobytný.                               | Dominus virtutum nobiscum susceptor noster Deus Iacob [diapsalma]                               |
| 9    | לְכוּ-חֲזוּ, מִפְעֲלוֹת יְהוָה-- אֲשֶׁר-שָׂם שַׁמּוֹת בָּאָרֶץ                        | Pojďte jen , pohleďte na Hospodinovy skutky, jak úžasné činy v zemi koná!                  | Venite et videte opera Domini quæ posuit prodigia super terram                                  |
| 10   | מַשְׁבִּית מִלְחָמוֹת, עַד-קְצֵה הָאָרֶץ:קֶשֶׁת יְשַׁבֵּר, וְקִצֵּץ חֲנִית; עֲגָלוֹת, יִשְׂרֹף בָּאֵשׁ | Činí přítrž válkám až do končin země, tříští luky, láme kopí, spaluje v ohni válečné vozy. | Auferens bella usque ad finem terræ arcum conteret et confringet arma et scuta conburet in igne |
| 11   | הַרְפּוּ וּדְעוּ, כִּי-אָנֹכִי אֱלֹהִים; אָרוּם בַּגּוֹיִם, אָרוּם בָּאָרֶץ                | „Dost už! Uznejte, že já jsem Bůh. Budu vyvyšován mezi pronárody, vyvyšován v zemi.“       | Vacate et videte quoniam ego sum Deus exaltabor in gentibus exaltabor in terra                  |
| 12   | יְהוָה צְבָאוֹת עִמָּנוּ; מִשְׂגָּב-לָנוּ אֱלֹהֵי יַעֲקֹב סֶלָה                        | Hospodin zástupů je s námi, Bůh Jákobův, hrad náš nedobytný.                               | Dominus virtutum nobiscum susceptor noster Deus Iacob                                           |

## Užití v liturgii

### V křesťanství
V římskokatolické církvi se užívá při modlitbě hodinek během modlitby nešpor v úterý prvního týdne.

### V judaismu
V židovské liturgii je 8. verš žalmu součástí ranní modlitby v části zvané Psukej de-zimra („Verše písní“) a také součástí Havdaly na konci Šabatu. Jedná se o jeden ze tří veršů Knihy žalmů, o nichž je v Talmudu napsáno, že je člověk musí mít stále na paměti. Spis Šimuš Tehilim („Užití Žalmů“), jehož autorem je zřejmě židovský učenec Chaj Ga'on (939–1038), uvádí, že recitace 46. žalmu je nápomocná muži, k němuž jeho žena projevuje nenávist.

## Užití v hudbě
Mezi významná hudební zpracování žalmu 46 patří díla těchto autorů:
- Johann Pachelbel
- Jean-Baptiste Lully, částečně v Jubilate Deo
- Marc-Antoine Charpentier, H280 (1690)
- Michel Richard Delalande (1699)
- Jean-Philippe Rameau